# フライジャック

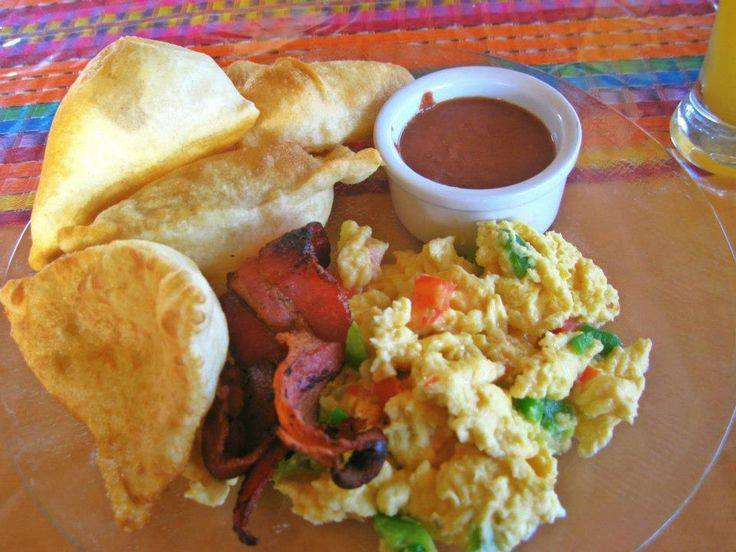
スクランブルエッグともに供さるフライジャック

フライジャック（英：Fry jack）は伝統的なベリーズ料理。朝食用に供される、よく揚げたパン生地で、円形や三角形に作られている。

## 概要
フライジャックはベリーズだけのものではない。世界の様々な国で異なる名前で呼ばれており、アメリカ合衆国ニューオーリンズではベニエと、メキシコや合衆国南西部ではソパイピーヤと呼ばれ、あるいは単純に 'Fryed dough' (揚げたパン生地）と呼ばれている。
調理は小麦粉とその他の材料、代表的にはベーキングパウダー、塩、植物油、および水を混ぜることから始まる。次に混合物を鍋で調理する。調理には生地を作り、発酵させる時間を与えることが含まれている。生地が膨らんだら、生地を伸ばして細長く切る。鍋で揚げられた後で、ジャム、豆、チーズなどがトッピングされることもある。